# Internazionali d'Italia 2017 - Qualificazioni singolare femminile
Le qualificazioni del singolare degli Internazionali d'Italia 2017 sono state un torneo di tennis preliminare per accedere alla fase finale della manifestazione. Le vincitrici dell'ultimo turno sono entrate di diritto nel tabellone principale. In caso di ritiro di una o più giocatrici aventi diritto a queste sono subentrate le lucky loser, ossia le giocatrici che hanno perso nell'ultimo turno ma che avevano una classifica più alta rispetto alle altre partecipanti che avevano comunque perso nel turno finale.

## Teste di serie
1. Daria Gavrilova (qualificata)
2. Jeļena Ostapenko (qualificata)
3. Catherine Bellis (qualificata)
4. Mona Barthel (qualificata)
5. Lara Arruabarrena (primo turno)
6. Océane Dodin (ultimo turno)
7. Wang Qiang (qualificata)
8. Anett Kontaveit (qualificata)

1. Varvara Lepchenko (ultimo turno)
2. Zheng Saisai (primo turno)
3. Natalia Vikhlyantseva (primo turno)
4. Risa Ozaki (ultimo turno)
5. Tsvetana Pironkova (primo turno)
6. Andrea Petković (qualificata)
7. Sara Sorribes Tormo (ultimo turno)
8. Nao Hibino (ultimo turno)

## Qualificate
1. Daria Gavrilova
2. Jeļena Ostapenko
3. Catherine Bellis
4. Mona Barthel

1. Donna Vekić
2. Andrea Petković
3. Wang Qiang
4. Anett Kontaveit

## Tabellone

### Legenda
| - Q = Qualificato - WC = Wild card - LL = Lucky loser | - ALT = Alternate - SE = Special Exempt - PR = Protected Ranking | - w/o = Walkover - r = Ritirato - d = Squalificato |

### Sezione 1
|  | Primo turno | Primo turno           | Primo turno           | Primo turno | Primo turno |  |  | Ultimo turno | Ultimo turno          | Ultimo turno          | Ultimo turno | Ultimo turno |  |
|  |             |                       |                       |             |             |  |  |              |                       |                       |              |              |  |
|  | 1           | Daria Gavrilova       | 6                     | 4           | 6           |  |  |              |                       |                       |              |              |  |
|  |             | Aliaksandra Sasnovich | 2                     | 6           | 2           |  |  | 1            | Daria Gavrilova       | Daria Gavrilova       | 6            | 6            |  |
|  |             | Bethanie Mattek-Sands | Bethanie Mattek-Sands | 7           | 6           |  |  |              | Bethanie Mattek-Sands | Bethanie Mattek-Sands | 2            | 4            |  |
|  | 13          | Tsvetana Pironkova    | Tsvetana Pironkova    | 6           | 4           |  |  |              |                       |                       |              |              |  |

### Sezione 2
|  | Primo turno | Primo turno      | Primo turno | Primo turno | Primo turno |  |  | Ultimo turno | Ultimo turno     | Ultimo turno | Ultimo turno | Ultimo turno |  |
|  |             |                  |             |             |             |  |  |              |                  |              |              |              |  |
|  | 2           | Jeļena Ostapenko | 6           | 65          | 6           |  |  |              |                  |              |              |              |  |
|  | WC          | Alberta Brianti  | 2           | 7           | 2           |  |  | 2            | Jeļena Ostapenko | 5            | 6            | 6            |  |
|  |             | Ashleigh Barty   | 2           | 6           | 6           |  |  |              | Ashleigh Barty   | 7            | 4            | 4            |  |
|  | 10          | Zheng Saisai     | 6           | 1           | 1           |  |  |              |                  |              |              |              |  |

### Sezione 3
|  | Primo turno | Primo turno         | Primo turno      | Primo turno | Primo turno |  |  | Ultimo turno | Ultimo turno        | Ultimo turno        | Ultimo turno | Ultimo turno |  |
|  |             |                     |                  |             |             |  |  |              |                     |                     |              |              |  |
|  | 3           | Catherine Bellis    | Catherine Bellis | 6           | 6           |  |  |              |                     |                     |              |              |  |
|  | WC          | Martina Trevisan    | Martina Trevisan | 3           | 2           |  |  | 3            | Catherine Bellis    | Catherine Bellis    | 6            | 6            |  |
|  |             | Isabella Shinikova  | 6                | 4           | 4           |  |  | 15           | Sara Sorribes Tormo | Sara Sorribes Tormo | 3            | 1            |  |
|  | 15          | Sara Sorribes Tormo | 3                | 6           | 6           |  |  |              |                     |                     |              |              |  |

### Sezione 4
|  | Primo turno | Primo turno         | Primo turno         | Primo turno | Primo turno |  |  | Ultimo turno | Ultimo turno      | Ultimo turno      | Ultimo turno | Ultimo turno |  |
|  |             |                     |                     |             |             |  |  |              |                   |                   |              |              |  |
|  | 4           | Mona Barthel        | Mona Barthel        | 6           | 6           |  |  |              |                   |                   |              |              |  |
|  |             | Maria Sakkarī       | Maria Sakkarī       | 2           | 0           |  |  | 4            | Mona Barthel      | Mona Barthel      | 7            | 7            |  |
|  |             | Kateryna Bondarenko | Kateryna Bondarenko | 0           | 2           |  |  | 9            | Varvara Lepchenko | Varvara Lepchenko | 5            | 64           |  |
|  | 9           | Varvara Lepchenko   | Varvara Lepchenko   | 6           | 6           |  |  |              |                   |                   |              |              |  |

### Sezione 5
|  | Primo turno | Primo turno       | Primo turno       | Primo turno | Primo turno |  |  | Ultimo turno | Ultimo turno | Ultimo turno | Ultimo turno | Ultimo turno |  |
|  |             |                   |                   |             |             |  |  |              |              |              |              |              |  |
|  | 5           | Lara Arruabarrena | Lara Arruabarrena | 2           | 0           |  |  |              |              |              |              |              |  |
|  |             | Donna Vekić       | Donna Vekić       | 6           | 6           |  |  |              | Donna Vekić  | Donna Vekić  | 6            | 6            |  |
|  |             | Jennifer Brady    | Jennifer Brady    | 62          | 3           |  |  | 16           | Nao Hibino   | Nao Hibino   | 3            | 3            |  |
|  | 16          | Nao Hibino        | Nao Hibino        | 7           | 6           |  |  |              |              |              |              |              |  |

### Sezione 6
|  | Primo turno | Primo turno        | Primo turno | Primo turno | Primo turno |  |  | Ultimo turno | Ultimo turno    | Ultimo turno | Ultimo turno | Ultimo turno |  |
|  |             |                    |             |             |             |  |  |              |                 |              |              |              |  |
|  | 6           | Océane Dodin       | 3           | 6           | 6           |  |  |              |                 |              |              |              |  |
|  | WC          | Cristiana Ferrando | 6           | 1           | 3           |  |  | 6            | Océane Dodin    | 6            | 6            | 2            |  |
|  |             | Julia Boserup      | 7           | 4           | 1           |  |  | 14           | Andrea Petković | 3            | 7            | 6            |  |
|  | 14          | Andrea Petković    | 5           | 6           | 6           |  |  |              |                 |              |              |              |  |

### Sezione 7
|  | Primo turno | Primo turno       | Primo turno    | Primo turno | Primo turno |  |  | Ultimo turno | Ultimo turno | Ultimo turno | Ultimo turno | Ultimo turno |  |
|  |             |                   |                |             |             |  |  |              |              |              |              |              |  |
|  | 7           | Wang Qiang        | Wang Qiang     | 6           | 6           |  |  |              |              |              |              |              |  |
|  |             | Sorana Cîrstea    | Sorana Cîrstea | 4           | 2           |  |  | 7            | Wang Qiang   | Wang Qiang   | 6            | 6            |  |
|  | WC          | Federica Di Sarra | 6              | 3           | 3           |  |  | 12           | Risa Ozaki   | Risa Ozaki   | 2            | 0            |  |
|  | 12          | Risa Ozaki        | 4              | 6           | 6           |  |  |              |              |              |              |              |  |

### Sezione 8
|  | Primo turno | Primo turno           | Primo turno           | Primo turno | Primo turno |  |  | Ultimo turno | Ultimo turno         | Ultimo turno | Ultimo turno | Ultimo turno |  |
|  |             |                       |                       |             |             |  |  |              |                      |              |              |              |  |
|  | 8           | Anett Kontaveit       | 6                     | 4           | 6           |  |  |              |                      |              |              |              |  |
|  |             | Jana Čepelová         | 2                     | 6           | 1           |  |  | 8            | Anett Kontaveit      | 3            | 6            | 7            |  |
|  |             | Mariana Duque Mariño  | Mariana Duque Mariño  | 7           | 7           |  |  |              | Mariana Duque Mariño | 6            | 2            | 5            |  |
|  | 11          | Natalia Vikhlyantseva | Natalia Vikhlyantseva | 64          | 5           |  |  |              |                      |              |              |              |  |